# Roncin Davis Romero
Roncin Davis Romero es un agrónomo y político peruano. Fue alcalde de la provincia de Zarumilla entre 2003 y 2006.
Nació en Tumbes, Perú, el 19 de septiembre de 1959. Cursó sus estudios primarios en la ciudad de Tumbes y los secundarios en Zarumilla. Entre 1979 y 1999 cursó estudios superiores de agronomía en la Universidad Nacional de Tumbes.
Su primera participación política se dio en las elecciones municipales del 2002 cuando fue candidato por Perú Posible a la alcaldía provincial de Zarumilla resultando elegido. En las elecciones regionales del 2006 fue candidato de Perú Posible a la presidencia del Gobierno Regional de Tumbes sin éxito. Asimismo en las elecciones municipales del 2010 tentó nuevamente la alcaldía de la provincia de Zarumilla sin éxito.